# Unterwesermarsch
Die Unterwesermarsch ist ein Schutzgebietskomplex aus einem Natur- und einem Landschaftsschutzgebiet in der Gemeinde Schwanewede im niedersächsischen Landkreis Osterholz.

## Allgemeines
Das Naturschutzgebiet mit dem Kennzeichen NSG LÜ 376 (es trägt zusätzlich das Kennzeichen NSG OHZ 12 des Landkreises Osterholz) ist circa 633 Hektar groß, das Landschaftsschutzgebiet mit dem Kennzeichen LSG OHZ 21 ist circa 955 Hektar groß. Insgesamt umfasst der Schutzgebietskomplex somit 1588 Hektar. Natur- und Landschaftsschutzgebiet überlagern sich nahezu vollständig mit den im Landkreis Osterholz liegenden Teilen des EU-Vogelschutzgebietes „Unterweser“ und der FFH-Gebiete „Nebenarme der Weser mit Strohauser Plate und Juliusplate“ und „Teichfledermaus-Gewässer im Raum Bremerhaven/Bremen“. Die im Geltungsbereich der Naturschutzverordnung liegenden Teile des Naturschutzgebietes „Teichfledermausgewässer in der Gemeinde Schwanewede“ gingen im Naturschutzgebiet „Unterweser“ auf. Natur- und Landschaftsschutzgebiet grenzen im Bereich des Rechten Nebenarms der Weser und im Norden des Harriersandes an das Naturschutzgebiet „Tideweser“, das den Komplex im Bereich des Rechten Nebenarms der Weser in zwei Gebiete teilt, bei Rade und Aschwarden kleinflächig an das Naturschutzgebiet „Teichfledermausgewässer in der Gemeinde Schwanewede“ sowie nordwestlich von Aschwarden ebenfalls kleinflächig an das im Landkreis Cuxhaven liegende Naturschutzgebiet „Teichfledermausgewässer“ sowie an das Landschaftsschutzgebiet „Hammelwarder Sand“ und im Süden an das Landschaftsschutzgebiet in der Rekumer Marsch in Bremen. Eine südlich von Rade binnendeichs liegende Kleipütte ist nicht direkt mit dem übrigens Schutzgebietskomplex verbunden. Das Gebiet wurde zum 22. Juli 2023 als Natur- und Landschaftsschutzgebiet ausgewiesen. Zuständige untere Naturschutzbehörde ist der Landkreis Osterholz.

## Beschreibung
Der Schutzgebietskomplex liegt nordwestlich von Bremen. Es umfasst Flächen auf der Weserinsel Harriersand sowie der östlich des Rechten Nebenarms der Weser bzw. der Weser liegenden Hammelwarder Sand, Rader Sand, Fährplate, Frühplate und Liener Kuhsand sowie binnendeichs liegende Bereiche bei Neuenkirchen. Ein Großteil des Gebietes unterliegt dem Tideeinfluss der Weser und wird insbesondere bei Sturmfluten überflutet. Mehrere Hofstellen auf Harriersand sind ebenso aus dem Schutzgebietskomplex ausgenommen wie eine Wochenendhaussiedlung an der Weser im Norden der Flussinsel sowie einzelne Strandabschnitte.
Der Schutzgebietskomplex wird von weiträumigen Offenlandbereichen geprägt. Diese werden vielfach als Grünland genutzt. Teilweise sind auch Äcker in den Schutzgebietskomplex einbezogen. Stellenweise sind Seggenriede und Röhrichte ausgebildet. Die Flächen werden von Gräben, Baljen und Fleeten mit artenreicher Ufer- und Wasservegetation durchzogen. Auf Hammelwarder Sand und Rader Sand sowie den binnendeichs gelegenen Flächen im Süden des Gebietes sind zahlreiche durch Kleiabbau für den Deichbau entstandene Pütten zu finden. Nur kleinflächig sind Gehölzstrukturen ausgebildet. Entlang der Weser sind kleinflächig Auwaldreste ausgebildet. Ein kleiner Auwaldrest ist auch bei Aschwarden zu finden.
Der Schutzgebietskomplex hat eine hohe Bedeutung als Brut- und Rastgebiet für zahlreiche Vogelarten, darunter insbesondere Wat- und Wasservögel. Wertbestimmende Arten nach Vogelschutzrichtlinie sind die Brutvogelarten Weißstorch, Rohrweihe, Wasserralle, Wachtelkönig, Kiebitz, Uferschnepfe, Rotschenkel, Blaukehlchen, Braunkehlchen, Schafstelze, Rohrschwirl, Schilfrohrsänger sowie die Gastvogelarten Zwergschwan, Singschwan, Weißwangengans, Blässgans, Pfeifente, Löffelente, Säbelschnäbler, Goldregenpfeifer, Lachmöwe und Mantelmöwe. Daneben beherbergt das Gebiet zahlreiche weitere Brut- und Gastvogelarten. Weiterhin ist es Nahrungshabitat verschiedener Fledermäuse, darunter die Teichfledermaus, sowie Lebensraum bzw. Teillebensraum verschiedener Fische, darunter dem Bitterling, und des Fischotters.
Die vielfach für den Maisanbau genutzten Äcker stören die Bedeutung des Gebietes als Offenlebensraum für Vögel.